# Otl Aicher

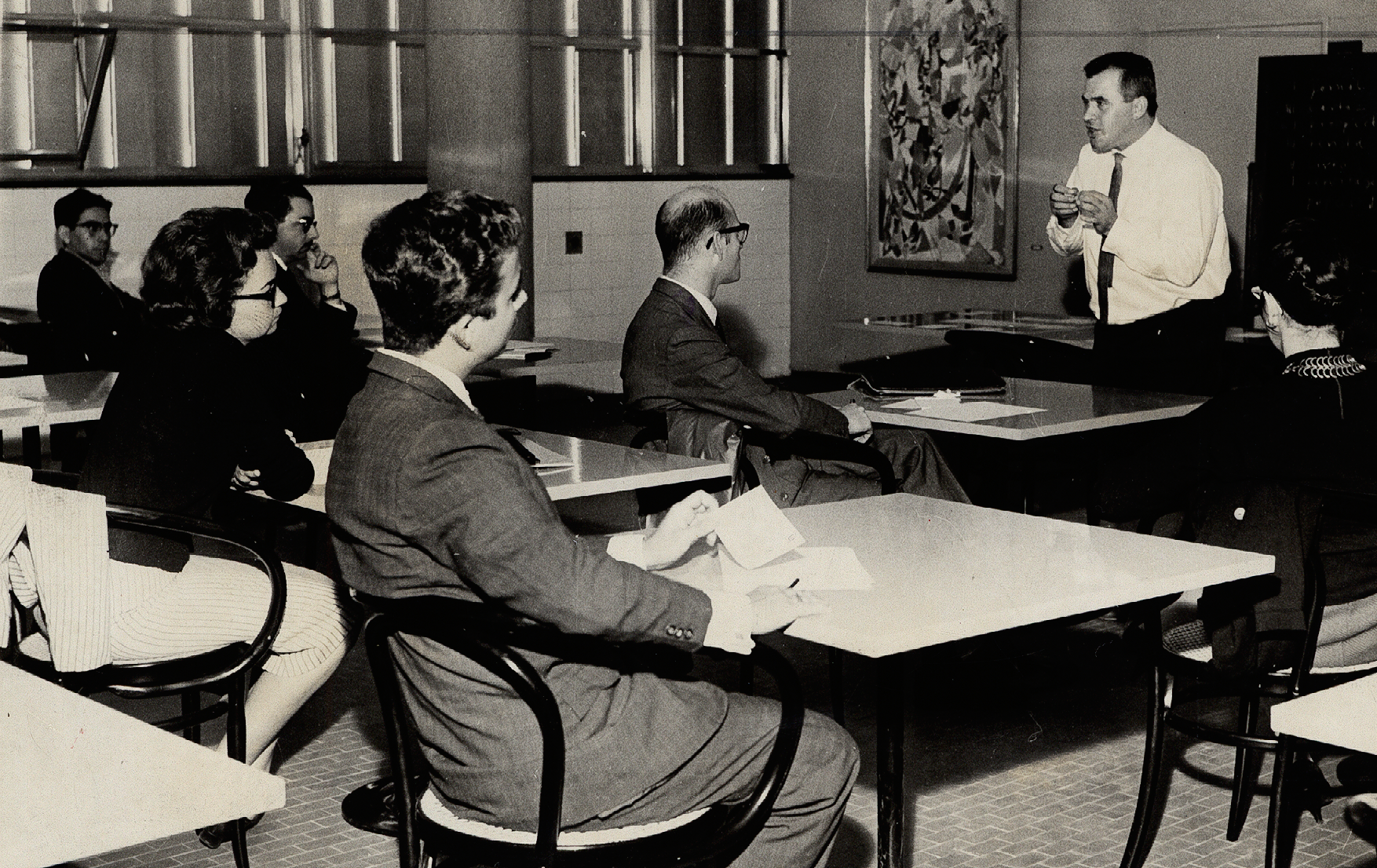
Otl Aicher (1959)

Otl Aicher (Ulm, 13 maggio 1922 – Günzburg, 1º settembre 1991) è stato un designer tedesco.

## Biografia

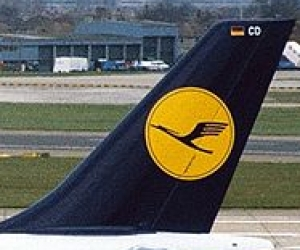
Lufthansa

Oppositore tenace del nazismo, venne arrestato nel 1937 per essersi ribellato ad Adolf Hitler. Arruolato nell'esercito tedesco, nel 1945 disertò nascondendosi fino alla fine della seconda guerra mondiale. Nel 1946, dopo la conclusione della guerra, Aicher cominciò a studiare scultura all'Accademia delle Belle Arti di Monaco di Baviera. Nel 1947 aprì un suo studio ad Ulm. Nel 1953, con Inge Scholl (sua moglie e sorella dei partigiani giustiziati dal regime nazista, Sophie e Hans Scholl) fondò la Scuola di Ulm per il disegno (Hochschule für Gestaltung Ulm), che si è trasformata in uno dei centri scolastici primari della Germania per l'insegnamento del design durante gli anni cinquanta e anni sessanta. Ha progettato il marchio per Lufthansa Linee aeree nel 1969.
Aicher inoltre è noto per aver curato gli aspetti della comunicazione visiva per i Giochi della XX Olimpiade a Monaco di Baviera, in parte a stretto contatto con i progettisti delle infrastrutture realizzate per l'occasione, tra cui gli architetti Günter Behnisch e Frei Otto. Fu l'autore del logo, un sole attraversato da una spirale, dei pittogrammi che rappresentavano gli sport di tale edizione, e della mascotte Waldi. È il disegnatore della font "Rotis". Morì nel 1991 in un incidente stradale.